# Bláthy Ottó Villamosipari Technikum
A Bláthy Ottó Villamosipari Technikum egy középfokú műszaki oktatási intézmény Miskolcon. Nevét Bláthy Ottó Titusz gépészmérnökről, az elektrotechnika egyik magyar úttörőjéről, a transzformátor egyik feltalálójáról kapta.

## Története
Az iskola épülete Szabó József műépítész tervei alapján 1939-ben épült a Soltész Nagy Kálmán és a mai Bajcsy-Zsilinszky Endre utca sarkára. Az épületben 1949-ig egy mezőgazdasági szakiskola, azt követően pedig a Kohóipari Gimnázium működött. Még ugyanebben az éveben egy kormánydöntés alapján Miskolcon is elindult az erősáramú villamosipari képzés, de gimnáziumi keretek között.
A 37. sz. Ipari Gimnázium Villamosipari Tagozatán 1950-ben indult meg a középfokú villamosenergia-ipari szakemberek képzése, három első osztállyal a Gépipari Technikum épületében. Az iskola 1951-ben költözött a jelenlegi épületbe, amely 1955-ben nyerte el jelenlegi, végső formáját. 1953-ban a technikusképzésre való áttérés miatt az iskola neve Villamosenergiaipari Technikumra változott, majd az 1955-ös esztendőben felvette Bláthy Ottó nevét.
A 12 osztályos, 400-nal több tanulóval foglalkozó iskolában képesítést matematikából, villamos gépek es erőművek, villamos hálózatok ismeretből kellett szerezni, s nagy hangsúlyt kapott a gyakorlat. A fontosabb műhelyek (mechanikai, szerszámgép, villanyszerelő, műszerész) az 1960-as évekre épültek ki.
1972-ben újabb névváltozás következett, Bláthy Ottó Erősáramú Szakközépiskolára változott az intézmény neve. 1973-ban tettek először vizsgát a matematika, a villamos gépek, a villamos művek és szakmai gyakorlati tantárgyak mellett magyar nyelvből es történelemből. Az 1983/84-es tanévtől a végzett diákok nem szakmunkás, hanem középiskolai végzettségű bizonyítványt kaptak, amely egyben jogot adott a felsőfokú intézményekben való továbbtanulásra. 1985-ben újra bevezették a technikusképzést, de már megnövelt, 5 éves képzési idővel. Az 1980-as évek elején az iskola neve Bláthy Ottó Villamosenergia-ipari Szakközépiskolára, 1988-tól Bláthy Ottó Villamosipari Szakközépiskolára változott. Ettől az évtől kezdve képez elektronikai technikusokat, előbb ipari elektronikai, majd információ- és számítástechnikai ágazaton.
Az 1990-es években az iskola képzési palettáján egyre erőteljesebben jelent meg a számítástechnika. 1992-tol az ipari-elektronikai osztályok helyett informatikai–számítástechnikai osztályok indultak. Az iskola 1994-től vezette be a szakmacsoportos alapozó képzést informatika és elektrotechnika-elektronika szakmacsoportban. A Miskolci Egyetemmel való együttműködés eredményeként az iskola 2000-ben villamos-mérnökasszisztens képzést indított.
2013-tól a tanulók ágazati kerettantervi követelmények alapján folytatták tanulmányaikat. A tanulók párhuzamosan sajátíthatták el a közismereti és szakmai ismereteket, a szakmai érettségi vizsgát követően egy év alatt szerezhettek technikusi végzettséget.
2015-ben az iskola a Miskolci Szakképzési Centrum tagintézménye lett.
A 2016-ban felvételt nyert tanulók már a szakgimnáziumi kerettantervek alapján végzik tanulmányaikat, mely lehetővé teszi a fő szakképesítés és technikusi végzettség mellett egy mellék-szakképesítés megszerzését is. Az iskola technikumként működik, nevében is jelzi a megszerezhető szakmai végzettséget. A technikusképzés 5 éves, az érettségizettek számára 2 éves.
Az iskola aulájában található Bláthy Ottó szobra, Varga Miklós szobrászművész alkotása. A kőből faragott mellszobor az iskola fennállásának 25. évfordulójára készült, 1975-ben avatták fel.